# Стинка (Вікторія, Ясси)
Стинка (рум. Stânca) — село у повіті Ясси в Румунії. Входить до складу комуни Вікторія.
Село розташоване на відстані 336 км на північ від Бухареста, 14 км на північ від Ясс.

## Населення
За даними перепису населення 2002 року у селі проживали 550 осіб, усі — румуни. Усі жителі села рідною мовою назвали румунську.